# A fajok eredete (színdarab)
A fajok eredete a Nézőművészeti Kft. színdarabja, amelyet Tasnádi István írt. A darab bemutatója 2009-ben volt.

## Cselekmény
A darab címe Charles Darwin azonos című könyvét idézi. Az előadáson az emberi fejlődés narrációját három hajléktalan mindennapjainak bemutatásával illusztrálják. A cselekmény másik szála egy csirkefarmon játszódik, ahol a baromfik számára forgatnak filmet. A készülő alkotás középpontjában az ősember és a csirke „egymásra találása” áll.

## Alkotók
A darabot Tasnádi István írta és Dömötör Tamás rendezte. A három színész: Mucsi Zoltán, Scherer Péter és Thuróczy Szabolcs.